# Joy Schwikert
Joy Schwikert (19 maggio 1954) è un'ex tennista statunitense.
Anche sua sorella Jill è stata una tennista. Sua figlia Tasha ha partecipato alle Olimpiadi del 2000 come ginnasta, vincendo la medaglia di bronzo nel concorso a squadre.

## Carriera
Nei tornei del Grande Slam ha ottenuto il suo miglior risultato raggiungendo i quarti di finale di doppio agli Australian Open nel 1974, in coppia con sua sorella Jill.